# Emma Snowsill
Emma Snowsill (Gold Coast, 15 juni 1981) is een professioneel triatlete uit Australië. Ze is drievoudig wereldkampioene, gemenebest kampioene en olympisch kampioene triatlon op de olympische afstand. Ze wordt gezien als de beste vrouwelijke triatlete van haar generatie en een van de beste triatletes aller tijden. Ze heeft zowel de Australische als de Nieuw-Zeelandse nationaliteit.
In 2000 won ze bij het ITU-wereldkampioenschap voor 16-20-jarigen net als bij het Sydney-Youth-Olympic-Festival Triathlon een gouden medaille. Ze kreeg een studiebeurs aangeboden bij de Australian Institute of Sport.
In 2003 werd ze in Queenstown, Nieuw-Zeeland, voor de eerste maal wereldkampioene. Ondanks haar Wereldbekerwinst en haar eerste plaats op de wereldranglijst werd ze in 2004 niet geselecteerd voor het Australische olympische team. In 2005 won ze in Gamagori, Japan, opnieuw een wereldtitel. Doordat ze in Lausanne het jaar erop opnieuw de wereldtitel veroverde is ze de enige vrouwelijke triatlete die driemaal de wereldtitel won op de olympische afstand.
Ook is ze de Oceanisch en Australisch Nationaal kampioen triatlon op de olympische afstand en tot op heden de enige vrouw die driemaal de wereldtitel wist te winnen. Bij de Olympische Spelen van 2008 won ze een gouden medaille door in Peking met een tijd van 1:58.27,66.
Ze is getrouwd met Jan Frodeno, winnaar van olympisch goud op de triathlon bij de Olympische Spelen van 2008.

## Titels
- Olympisch kampioene triatlon - 2008
- Gemenebest kampioene triatlon - 2006
- Wereldkampioene triatlon op de olympische afstand - 2003, 2005, 2006

## Palmares

### Olympische Spelen
- 2008:  Olympische Spelen van Peking - 1:58.27,66

### WK
- 2000:  WK junioren U20
- 2001: 17e WK junioren in Edmonton - 2:07.59
- 2003:  WK olympische afstand in Queenstown - 2:06.40
- 2005:  WK olympische afstand in Gamagori - 1:52.18
- 2006:  WK olympische afstand in Laussanne - 2:04.02
- 2007:  WK olympische afstand in Hamburg - 1:54.31
- 2011: 13e WK olympische afstand - 1784p
- 2012: 73e WK olympische afstand - 520p

### Gemenebestspelen
- 2006:  Gemenebestspelen van Manchester - 1:58.02,60

### Wereldbeker
- 2009:  ITU wereldbekerwedstrijd in Washington - 2:00.20
- 2009:  ITU wereldbekerwedstrijd in Tongyeong - 2:02.42ijdz
- 2010: 6e ITU wereldbekerwedstrijd in Seoel - 2:01.10
- 2010:  ITU wereldbekerwedstrijd in Hy-Vee - 1:59.35
- 2010: 25e ITU wereldbekerwedstrijd in Hamburg - 1:56.48
- 2010:  ITU wereldbekerwedstrijd in Boedapest - 1:49.43
- 2011: 45e ITU wereldbekerwedstrijd in Sydney - 2:05.33
- 2011: 21e ITU wereldbekerwedstrijd in Madrid - 2:08.06
- 2011:  ITU wereldbekerwedstrijd in Hamburg - 1:53.44
- 2011: 5e ITU wereldbekerwedstrijd in Londen - 2:00.52
- 2011: 17e ITU wereldbekerwedstrijd in Peking - 2:01.23
- 2012: 14e ITU wereldbekerwedstrijd in Sydney - 2:02.59
- 2012: 17e ITU wereldbekerwedstrijd in San Diego - 2:02.10

2000: Brigitte McMahon ·
2004: Kate Allen ·
2008: Emma Snowsill · 
2012: Nicola Spirig · 
2016: Gwen Jorgensen · 
2020: Flora Duffy · 
2024: Cassandre Beaugrand
1989: Erin Baker ·
1990: Karen Smyers ·
1991: Jo-Anne Ritchie ·
1992: Michellie Jones ·
1993: Michellie Jones ·
1994: Emma Carney ·
1995: Karen Smyers ·
1996: Jackie Gallagher ·
1997: Emma Carney ·
1998: Joanne King ·
1999: Loretta Harrop ·
2000: Nicole Hackett ·
2001: Siri Lindley ·
2002: Leanda Cave ·
2003: Emma Snowsill ·
2004: Sheila Taormina ·
2005: Emma Snowsill ·
2006: Emma Snowsill ·
2007: Vanessa Fernandes ·
2008: Helen Jenkins ·
2009: Emma Moffatt ·
2010: Emma Moffatt ·
2011: Helen Jenkins ·
2012: Lisa Nordén ·
2013: Non Stanford ·
2014: Gwen Jorgensen ·
2015: Gwen Jorgensen ·
2016: Flora Duffy ·
2017: Flora Duffy ·
2018: Vicky Holland ·
2019: Katie Zaferes ·
2020: Georgia Taylor-Brown ·
2021: Flora Duffy